# Malva (color)

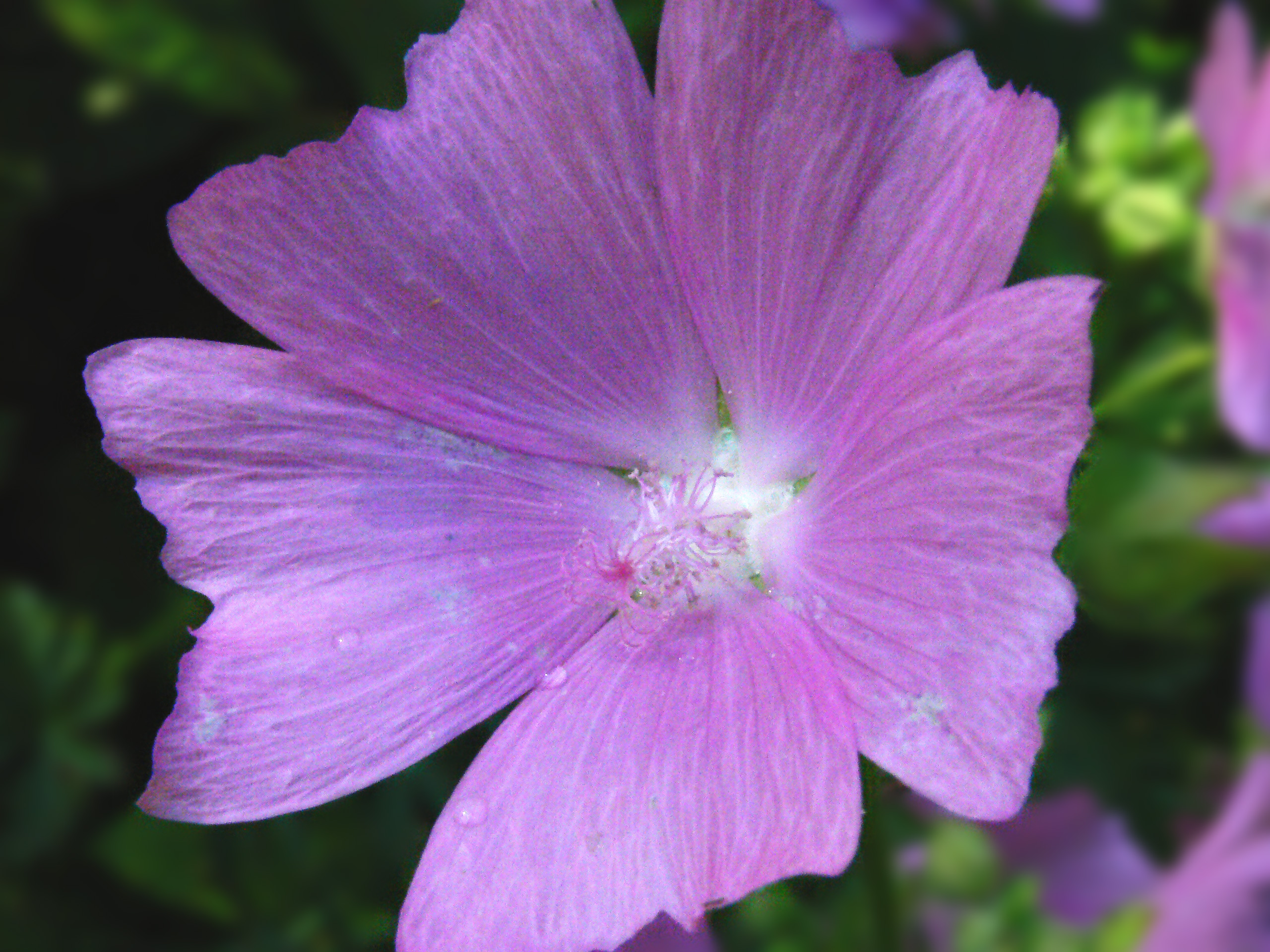
Malva alcea.

Malva u orquídea son denominaciones que definen colores claros pertenecientes a la gama del violeta y el magenta. Por su tonalidad y luminosidad pueden considerarse colores intermedios entre el lavanda y el rosado, y es similar al lila. 
El referente es el color de las malvas y algunas orquídeas, flores que dan su nombre a estos colores.

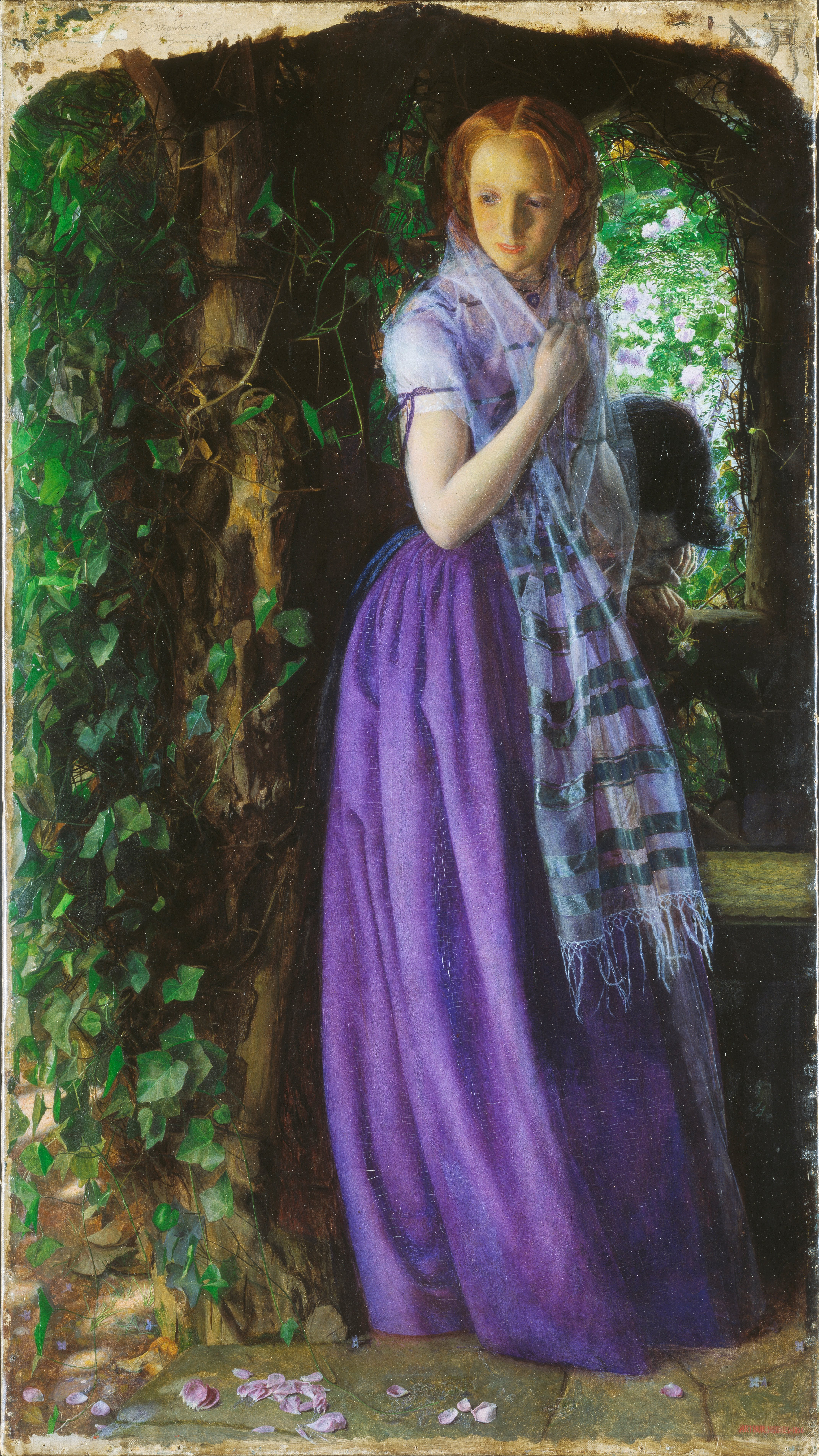
Amor de abril, óleo de Arthur Hughes que data de alrededor de 1855, durante la «década malva».

## La "década malva"
A mediados del siglo XIX se produce la revolución más importante del color, gracias al descubrimiento de la síntesis de los pigmentos y colorantes sintéticos. En los años 1830 se sintetizó primero la murexida a partir de excremento de serpiente y guano de las islas de Perú; y luego fue utilizado como colorante malva por coloristas franceses. Seguidamente se desarrolla el púrpura francés —llamado mauve (‘malva’) por los franceses— tinte natural derivado de líquenes, que hacia fines de los años 1850 se descubrió la manera de mordentarlo para que pudiese teñir algodón.
En 1856, el estudiante de química inglés de 18 años William Perkin  que trabajaba como asistente en el laboratorio del químico alemán August Hoffman,  en su empeño de sintetizar artificialmente la quinina; única sustancia capaz en ese entonces de tratar la malaria o el paludismo descubrió accidentalmente el malva o malveína (púrpura de Perkin), primer tinte de anilina y primer color artificial derivado del carbón. Estos descubrimientos llevaron a este color a ponerse de moda en 1857 en París y Londres, y hasta mediados de 1860 se le ha llamado la "década malva". En 1858, la reina Victoria asistió vestida de malva a la boda de su hija, lo mismo que la emperatriz Eugenia, casada con Napoleón III. La planta de la malva es mallow en Inglaterra, pero al color se le llamó mauve, como se dice en francés. En 1859, la revista satírica británica Punch se quejaba de que Londres había cogido el "sarampión malva", dolencia alarmante y contagiosa que afecta cuerpo y mente, y que debía ser detenida; pero por su parte el semanario de Charles Dickens ensalzaba la aparición de los nuevos colores gracias al púrpura de Perkin.
Las investigaciones de Perkin detonaron una revolución en la industria textil, el sector más importante de la revolución industrial, hicieron posible que se inauguraran los campos de la inmunología y la quimioterapia, y se avanzó en perfumería y fotografía.

## Variedad
La siguiente lista incluye variedades de malva:
| Nombre          | Muestra | Cod. Hex. | RGB | RGB | RGB | HSV  | HSV | HSV  |
| --------------- | ------- | --------- | --- | --- | --- | ---- | --- | ---- |
| Malva pastel    |         | #E8CCD7   | 232 | 204 | 215 | 336° | 12% | 91%  |
| Malva           |         | #E0B0FF   | 224 | 176 | 255 | 276° | 31% | 100% |
| Lila francés    |         | #DEB7D9   | 222 | 183 | 217 | 308° | 18% | 87%  |
| Malva           |         | #D399E6   | 211 | 153 | 230 | 285° | 33% | 90%  |
| Malva (Crayola) |         | #E285FF   | 213 | 151 | 174 | 338° | 29% | 84%  |
| Malveína        |         | #F279F2   | 242 | 121 | 242 | 300° | 50% | 95%  |
| Heliotropo      |         | #DF73FF   | 223 | 115 | 255 | 286° | 55% | 100% |
| Rosa malva      |         | #D597AE   | 213 | 151 | 174 | 338° | 29% | 84%  |
| Malva           |         | #D473D4   | 212 | 115 | 212 | 300° | 46% | 83%  |

### Colores web
Dentro de los colores web X11, las coloraciones más próximas son las siguientes:
| Nombre                       | Muestra | Cod. Hex. | RGB | RGB | RGB | HSV  | HSV | HSV |
| ---------------------------- | ------- | --------- | --- | --- | --- | ---- | --- | --- |
| Cardo (Thistle)              |         | #D8BFD8   | 216 | 192 | 216 | 300° | 24% | 80% |
| Ciruela (Plum)               |         | #DDA0DD   | 221 | 160 | 221 | 300° | 28% | 87% |
| Violeta (Violet)             |         | #EE82EE   | 238 | 130 | 238 | 300° | 45% | 93% |
| Orquídea (Orchid)            |         | #DA70D6   | 218 | 112 | 214 | 302° | 49% | 86% |
| Orquídea medio(MediumOrchid) |         | #BA55D3   | 186 | 85  | 211 | 288° | 60% | 83% |

## Galería

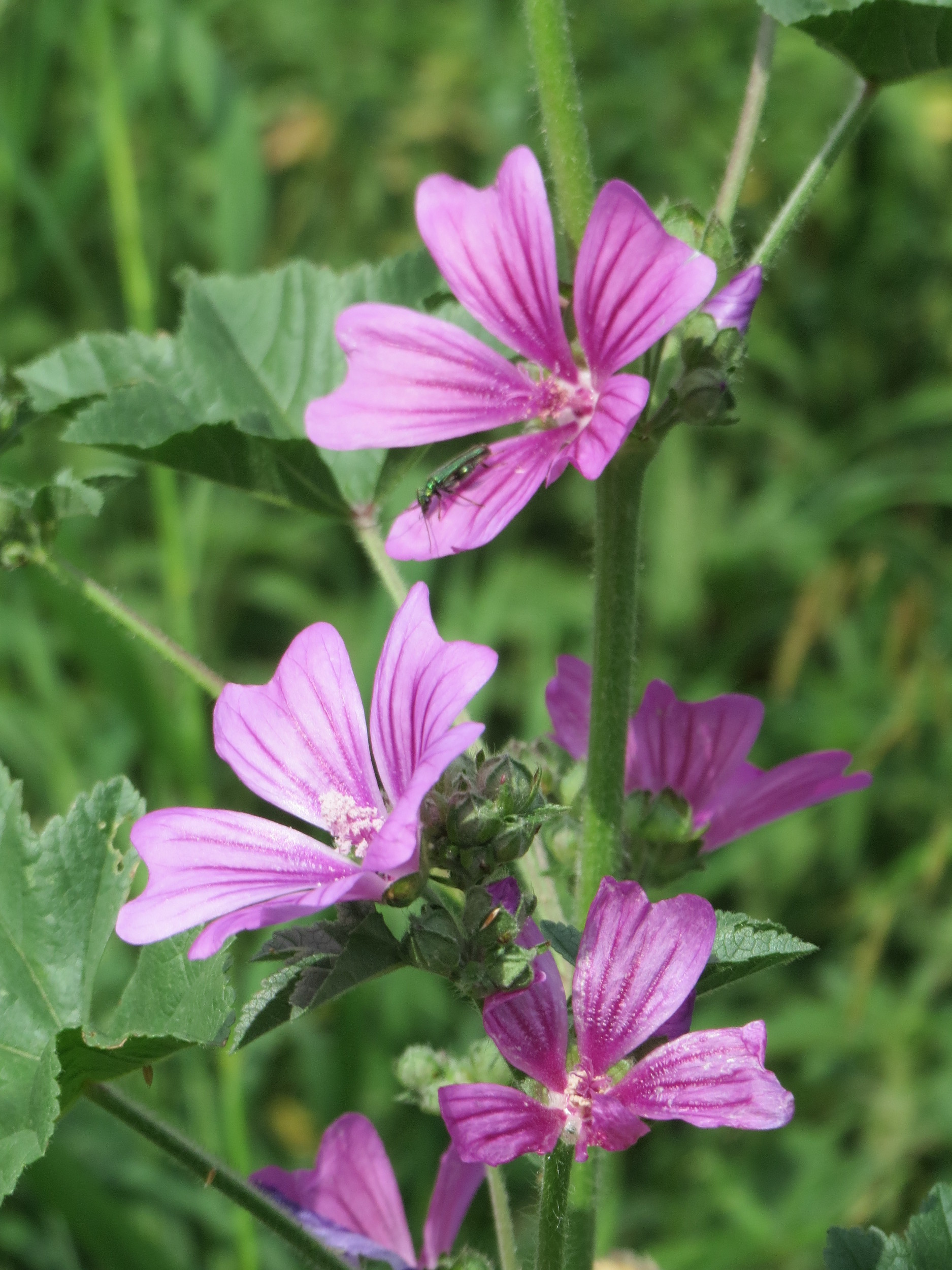
Malva silvestre
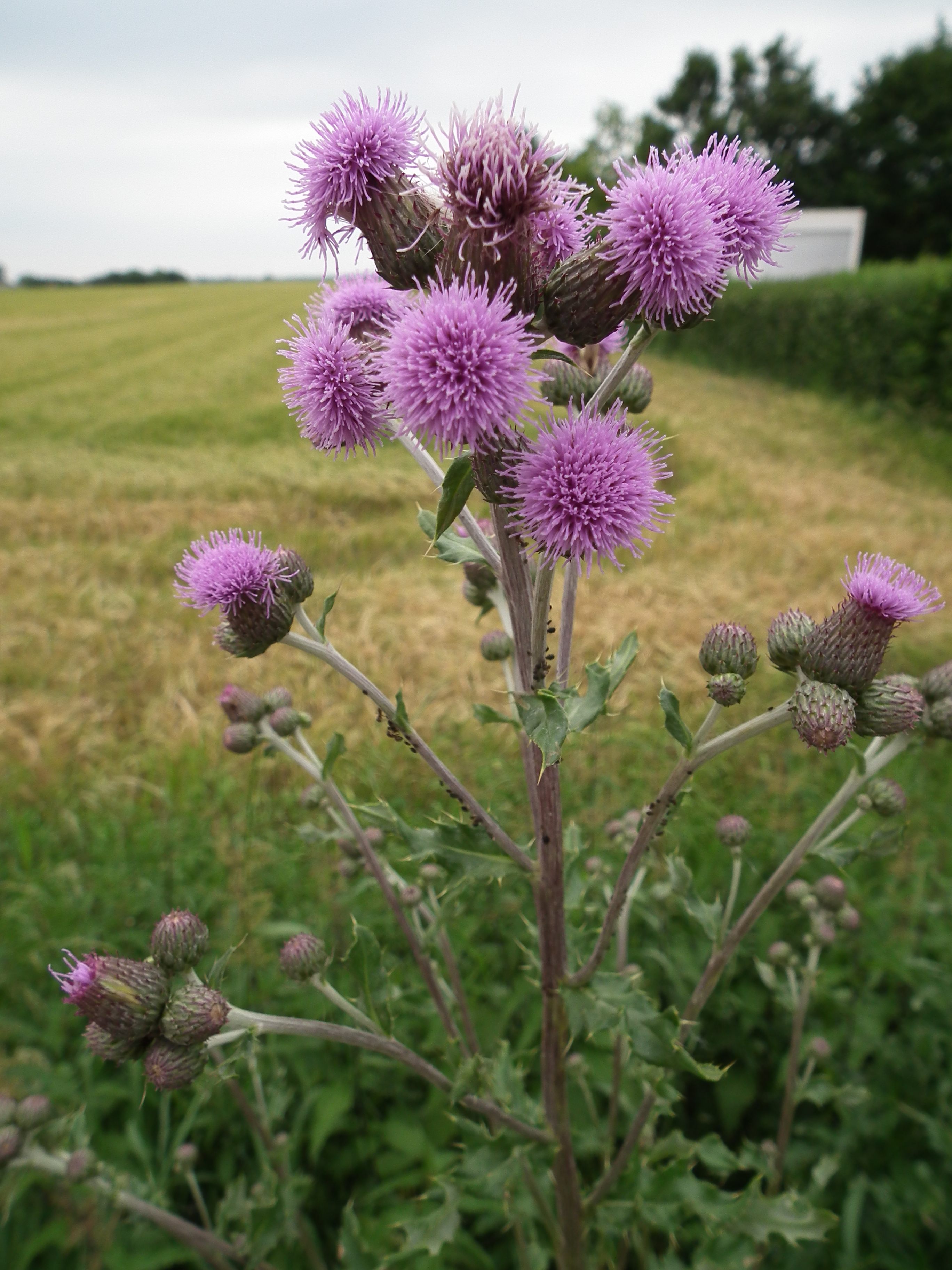
Cardos
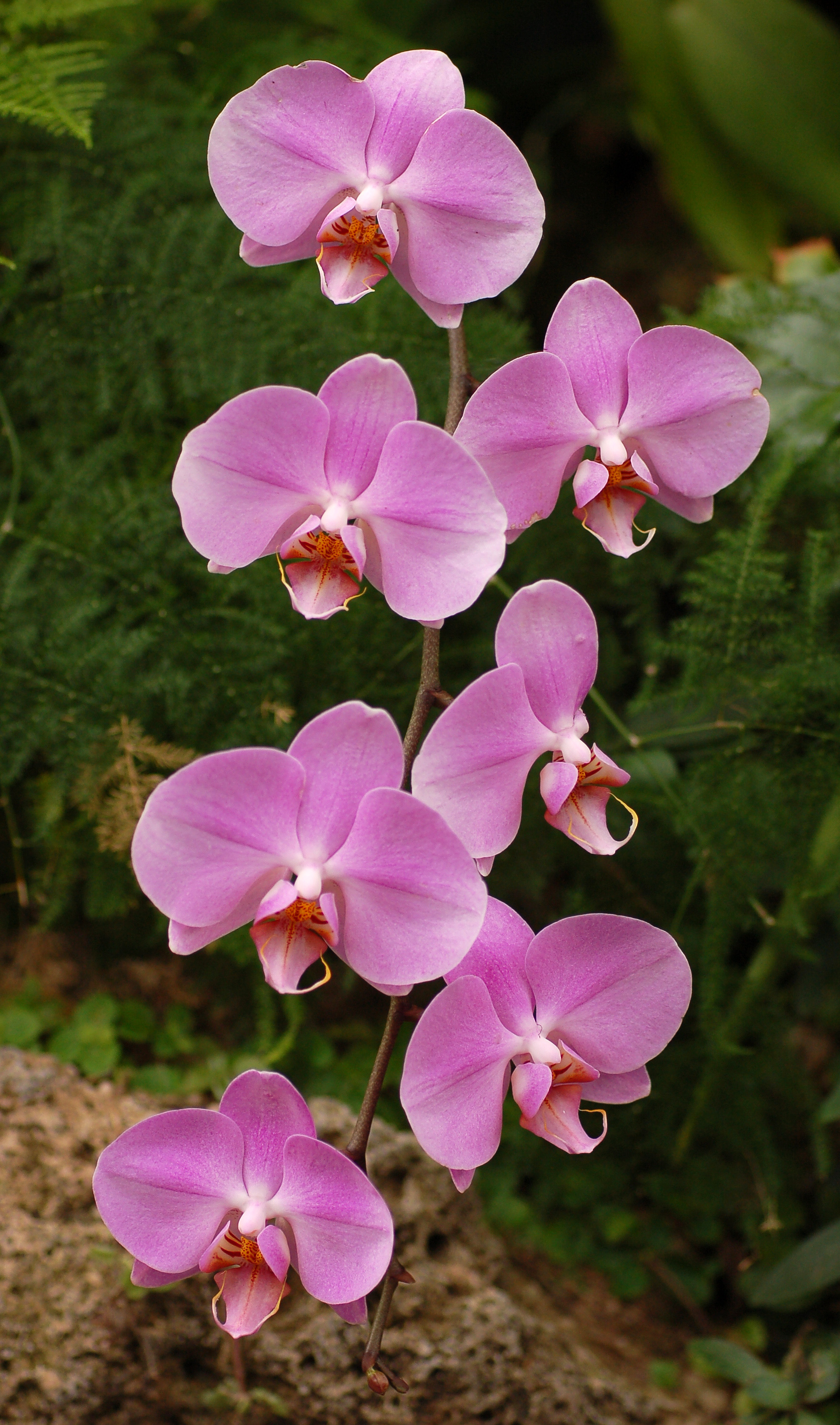
Orquídea mariposa
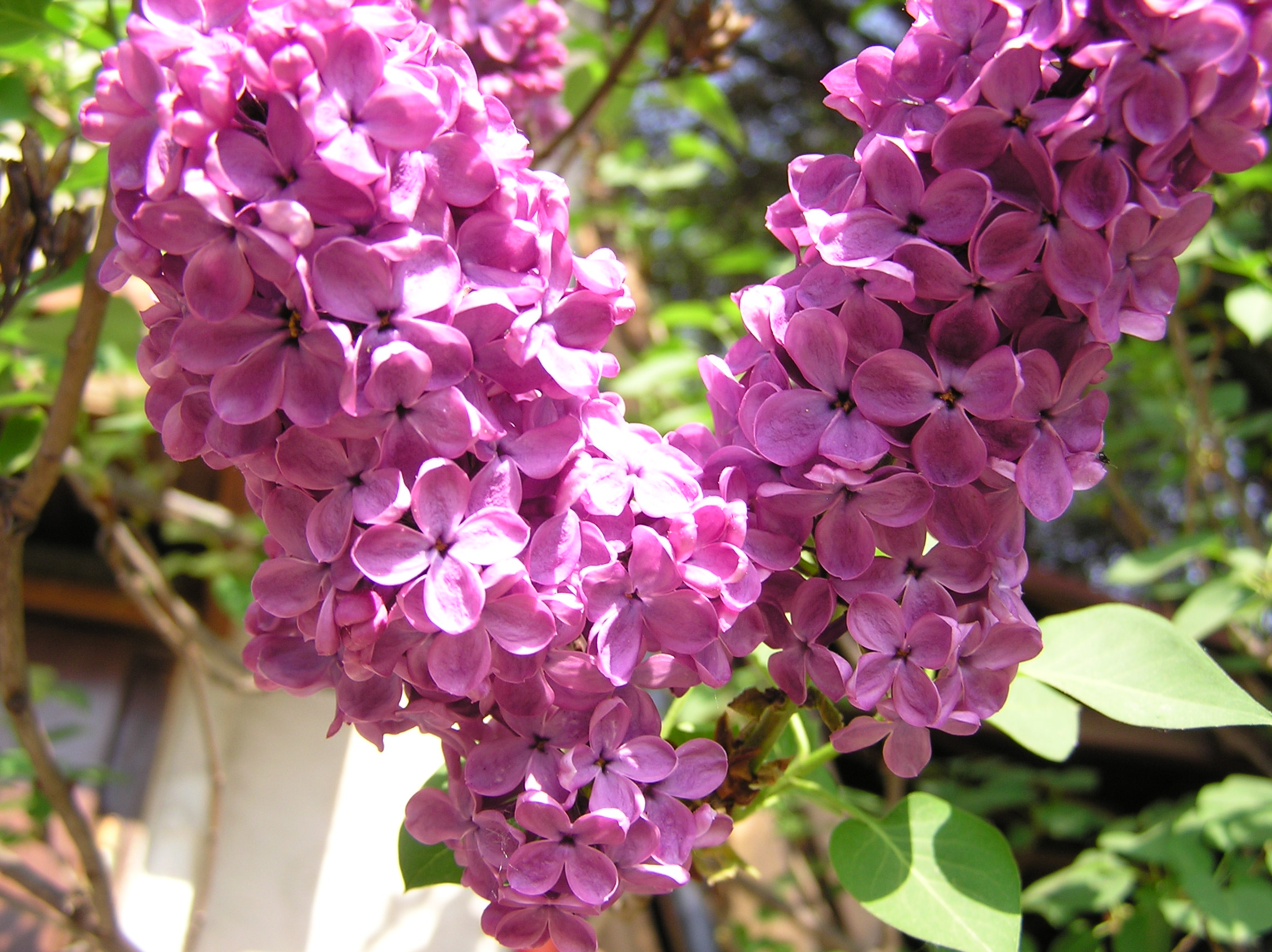
Lilas
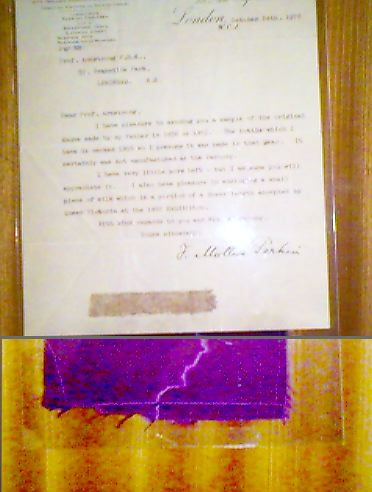
Tinción de una tela con el pigmento malveína.
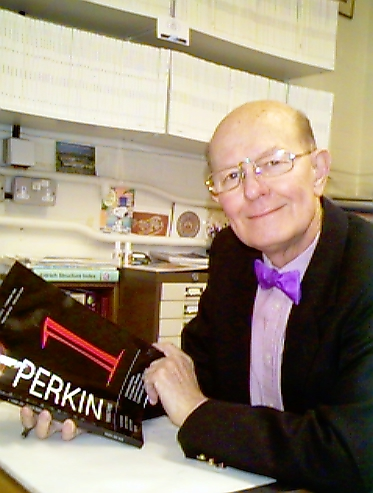
Químico Charles Rees luciendo un corbatín de malveína o púrpura de Perkin.
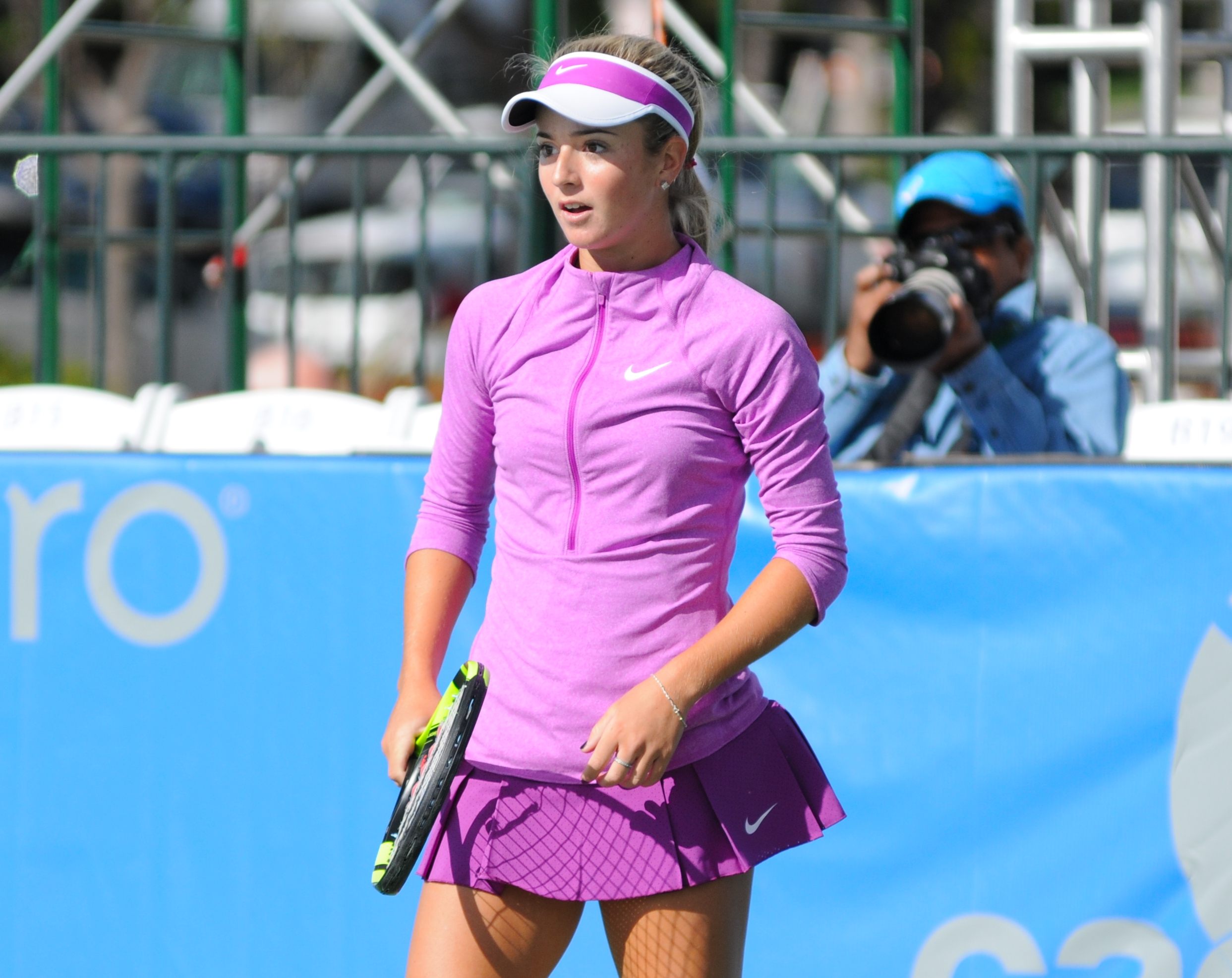
Indumentaria deportiva (tenista CiCi Bellis)